# Bactrocera complicata
Bactrocera complicata
 es una especie de díptero que White describió por primera vez en 1999. Bactrocera complicata pertenece al género Bactrocera de la familia Tephritidae. 